# Leonid Stein
Leonid Zakhàrovitx Stein (en rus: Леонид Захарович Штейн); (Kàmianets-Podilski, 12 de novembre de 1934 – 4 de juliol de 1973) fou un jugador d'escacs jueu d'Ucraïna, que va jugar durant tota la seva carrera sota bandera soviètica, i va tenir el títol de Gran Mestre des de 1961. A banda de servir a l'exèrcit soviètic, estigué entre els deu millors jugadors mundials durant els anys 1960, en què va arribar a guanyar tres Campionats de l'URSS.

## Primers anys
Els anys 1955 i 1956, empatà al primer lloc al Campionat individual de l'exèrcit. Assolí el títol de Mestre Nacional a l'edat relativament tardana de 24 anys, tot i que com ho demostren les seves fites en competició, ja tenia aquesta força anteriorment. Als 24 anys, va competir per primer cop al Campionat absolut de l'URSS, 1959. L'any següent, guanyà el Campionat de l'RSS d'Ucraïna a Kíev, un triomf que repetiria més tard el 1962. Va jugar al primer tauler de l'equip soviètic a l'Olimpíada d'estudiants de 1961 a Hèlsinki, on hi feu una excel·lent puntuació de +8, =3, -1, ajudant el seu equip a assolir la medalla d'or. en aquell equip en també hi havia Vladímir Baguírov i Eduard Gufeld, entre d'altres.

## Gran Mestre i campió soviètic
Va empatar al tercer lloc al Campionat de l'URSS de 1961, a Moscou, on hi va vèncer entre d'altres Tigran Petrossian. Va guanyar el seu primer títol soviètic a Leningrad 1963 (empatà amb Borís Spasski i Ratmir Khólmov al torneig principal, i guanyà el playoff de desempat). Va tornar a guanyar a Tallinn, 1965, i repetí l'any següent, 1966, a Tbilisi. Va obtenir també dues importants victòries al fortíssim torneig de Moscou de 1967 (commemoratiu del 50è aniversari de la Revolució d'Octubre de 1917), i Moscou 1971 (Memorial Alekhin, empatat amb Anatoli Kàrpov). També va guanyar els torneigs internacionals de Berlín Est 1962, Sarajevo 1967, Hastings 1967-68, Kecskemét 1968, Tallinn 1969, Pärnu 1971, i Las Palmas 1973. Entre 1962 i 1973, Stein estigué sempre entre els deu primers del món, o tot just a continuació.

## Fracassos en l'assalt al títol mundial
Degut al seu molt bon resultat al Campionat soviètic de 1961, es va guanyar el dret de jugar a l'Interzonal d'Estocolm de 1962. Hi va jugar molt bé, i acabà empatat als llocs 6è-7è, però no va poder avançar a la fase de Candidats a causa d'una regla de la FIDE vigent en aquell moment que limitava el nombre de classificats d'un sol país (en aquest cas, l'URSS), i Stein havia acabat rere els soviètics Iefim Hèl·ler, Petrossian, i Víktor Kortxnoi.
Un succés molt similar passà al següent torneig Interzonal, a Amsterdam 1964. Stein hi fou cinquè, una plaça que hagués classificat qualsevol no soviètic, amb una puntuació de 16½/23, però no pogué avançar a la següent fase, perquè acabà darrere dels també soviètics Mikhaïl Tal, Vassili Smislov, i Borís Spasski, els quals, juntament amb el GM danès Bent Larsen, varen fer 17 punts. Va representar l'URSS a la XVI Olimpíada d'escacs, a Tel-Aviv el 1964, puntuant uns magnífics 10/13, que li reportaren una medalla d'or individual al primer tauler suplent. Participà també amb l'equip soviètic a la XVII Olimpíada d'escacs, puntuant 9/12, i guanyant una medalla d'argent individual al quart tauler. Ambdós cops, tal com era habitual en aquells anys, la Unió Soviètica guanyà la medalla d'or per equips.
El 1967, novament, Stein es va classificar per l'Interzonal de Sousse, hi jugà bé, i acabà empatat als llocs 6è-8è, però va haver de jugar un desempat contra Samuel Reshevsky i Vlastimil Hort, a Los Angeles, que fou guanyat per Reshevsky.
Va participar, representant l'URSS, al Campionat d'Europa per equips, a Hamburg 1965 i Kapfenberg 1970, en ambdós casos amb victòria de l'equip. Va participar també, com a suplent, a l'equip soviètic que va jugar el Matx URSS - Resta del Món de 1970, a Belgrad, en què hi jugà una partida, que perdé contra Larsen.
Stein s'havia classificat per l'Interzonal de Petropolis de 1973, on era considerat un dels favorits per entrar al Cicle de Candidats, però quan s'estava preparant per partir amb l'equip soviètic per disputar el Campionat d'Europa per equips de Bath 1973, va patir un atac de cor, i va morir a l'Hotel Rossiya a Moscou. Tenia només 38 anys, i era encara prop del cim de la seva carrera.

## Estil de joc i llegat
Stein tenia un estil de joc creatiu, molt influenciat per Txigorin i Alekhin. Fou un jugador altament intuïtiu i natural. Era considerat un geni de l'atac, però també sabia jugar uns escacs profunds, i estava menys predisposat que Tal a generar complicacions de resultats impredibles. Va excel·lir amb negres en variants agudes com ara la defensa índia de rei, la defensa Grünfeld, o la defensa siciliana.
Fou un dels pocs jugadors que va aconseguir tenir uns resultats igualats contra Vassili Smislov, Tigran Petrossian, i Mikhaïl Botvínnik. Fins i tot, superava en els seus enfrontaments particulars jugadors com Mikhaïl Tal, Borís Spasski, i Paul Keres. Stein va vèncer virtualment la totalitat dels millors jugadors mundials de la seva època.
El Gran Mestre Raymond Keene va escriure un llibre sobre la seva carrera: Leonid Stein – Master of Attack (Londres, Tui Enterprises 1989, ISBN 18-4382-018-8).

## Partides notables
- Nikolay Krogius vs Leonid Stein, Ukrainian Championship, Kiev 1960, King's Indian Defence, Petrosian Variation (E92), 0-1 Stein was a terror in the King's Indian, and shows it here.
- Leonid Stein vs Tigran Petrosian, USSR Championship, Moscow 1961, French Defence, Winawer Variation (C18), 1-0 Stein takes off the world champion-to-be in devastating fashion.
- Leonid Stein vs Mikhail Tal, USSR Club Championship Team finals, Moscow 1961, Sicilian Defence, Najdorf Variation (B94), 1-0 Former world champion Tal has to concede defeat in an ultra-sharp game.
- Leonid Stein vs Lajos Portisch, Stockholm Interzonal 1962, Sicilian Defence, Kan Variation (B42), 1-0 Stein unleashes a nasty knight sacrifice to tear open Black's king position.
- Boris Spassky vs Leonid Stein, USSR Championship, Leningrad 1964, Grunfeld Defence (D86), 0-1 Another world champion-to-be meets his match in Leonid Stein.
- Mikhail Botvinnik vs Leonid Stein, Moscow 1965, Ruy Lopez, Delayed Exchange Variation (C85), 0-1 Yet another former world champion may have wished he had stayed home.
- Leonid Stein vs Pal Benko, Caracas 1970, Sicilian Defence, Lasker Variation (B33), 1-0 Black's opening play was daring and was refuted in precise fashion.
- Leonid Stein vs Vasily Smyslov, Moscow 1972, English Opening (A17), 1-0 Smyslov, a master of quiet positional play, has few answers for Stein's tactics.
- Ljubomir Ljubojević vs Leonid Stein, Las Palmas 1973, Nimzo-Larsen Opening (A01), 0-1 Two skilled tacticians go toe-to-toe, and Stein comes out on top, after slipping in a surprise knight sacrifice in the opening.